# (13114) Isabelgodin
(13114) Isabelgodin est un astéroïde de la ceinture principale.

## Description
(13114) Isabelgodin est un astéroïde de la ceinture principale. Il fut découvert le 19 septembre 1993 à Caussols par Eric Walter Elst. Il présente une orbite caractérisée par un demi-grand axe de 2,79 UA, une excentricité de 0,04 et une inclinaison de 12,1° par rapport à l'écliptique.

## Compléments